# Mala Medvedivka, Izeaslav
Mala Medvedivka (în ucraineană Мала Медведівка) este un sat în comuna Velîki Puzîrkî din raionul Izeaslav, regiunea Hmelnîțkîi, Ucraina.

## Demografie
Componența lingvistică a localității Mala Medvedivka
     Ucraineană (99,12%)
     Alte limbi (0,88%)
Conform recensământului din 2001, majoritatea populației localității Mala Medvedivka era vorbitoare de ucraineană (99,12%), existând în minoritate și vorbitori de alte limbi.